# Rakiety (singel)
Rakiety – singel polskiej piosenkarki Sylwii Grzeszczak.
Kompozycja znalazła się na 17. miejscu listy OLiA, najczęściej odtwarzanych utworów w polskich rozgłośniach radiowych.

## Geneza utworu i historia wydania
Piosenka została napisana i skomponowana przez Marcina Piotrowskiego i Sylwię Grzeszczak.
Singel ukazał się w formacie digital download 9 sierpnia 2019 w Polsce za pośrednictwem wytwórni płytowej Warner Music Poland.
Do utworu powstał teledysk, który udostępniono w dniu premiery singla za pośrednictwem serwisu YouTube.

## Pozycje na listach airplay
| Kraj   | Lista                          | Najwyższa pozycja |
| ------ | ------------------------------ | ----------------- |
| Polska | OLiS – oficjalna lista airplay | 17                |
| Polska | AirPlay – Nowości              | 1                 |